# Szul tszin iare
A Keep on Going (eredetileg Szul tszin iare; magyarul: Haladj előre!) Oto Nemszadze grúz énekes dala, amellyel Grúziát képviselte a 2019-es Eurovíziós Dalfesztiválon Tel-Avivban. 

## Eurovíziós Dalfesztivál
A dal a 2019. március 3-án rendezett grúz nemzeti döntőben, a GeoStarban nyerte el az indulás jogát, ahol a nézői szavazatok alakították ki a végeredményt.
A dalt az Eurovíziós Dalfesztiválon először a május 14-én rendezett első elődöntőben adták elő, a fellépési sorrendben tizenegyedikként, a belga Eliot Wake Up című dala után és az ausztrál Kate Miller-Heidke Zero Gravity című dala előtt. Az elődöntőben végül 62 ponttal a 14. helyen végeztek, így nem juttak tovább a döntőbe. Az ország számára ez volt a ötödik alkalom a döntőbe való kvalifikálás nélkül. Legutóbb az előző évben nem sikerült szintén továbbjutniuk.

## Külső hivatkozások
- Dalszöveg
- A dal előadása a grúz nemzeti döntőben. YouTube-videó, Eurovision Song Contest, 2019. március 3.
- A dal videoklippje. YouTube-videó, Eurovision Song Contest, 2019. április 12.
- A dal előadása az első elődöntőben. YouTube-videó, Eurovision Song Contest, 2019. május 14.